# Ученически свят
„Ученически свят“ е българско списание за самоподготовка на учениците от 4 до 7 клас.

## История
„Ученически свят“ излиза за пръв път на 17 ноември 2003 г. и оттогава до септември 2004 г. е вестник от 16 страници. От септември 2004 г. до 2008 г. със същото търговско заглавие на пазара излиза списание „Ученически свят“.

## Редакционен екип
Издател и главен редактор на списанието е Славейка Ячева.
„Ученически свят“ е издание на издателство „АВИС-24“, специализирало се в издаването на книги, помагала и др. Списанието е свързано с школа „Ученически свят“ за ученици от 6., 7. и 12. клас при подготовката им за кандидат гимназистките изпити и матурата по български език, математика, география и история. За 6-7 клас се подготвят за матури по Български език и Литература и Математика, а 12.клас за подготовка за кандидатстване държат изпит.